# Brentwood, Missouri
Brentwood är en stad i St. Louis County i Missouri och en förort till Saint Louis. Vid 2020 års folkräkning hade Brentwood 8 233 invånare.